# SN 1996at
SN 1996at – supernowa typu Ic odkryta 15 września 1996 roku w galaktyce A010817-0058. W momencie odkrycia miała maksymalną jasność 20,50m.